# Rasheed Wallace
Rasheed Abdul Wallace (Filadelfia, Pensilvania, 17 de septiembre de 1974) es un exjugador de baloncesto estadounidense que disputó 16 temporadas en la NBA. Con 2,11 metros de estatura, jugaba en la posición de ala-pívot y desde 2014 ha ocupado varios cargos como entrenador asistente.
Wallace comenzó su andadura en la NBA en 1995 cuando fue elegido en el Draft de la NBA por Washington Bullets, procedente de la Universidad de Carolina del Norte en Chapel Hill. En su primera temporada en la liga fue incluido en el segundo mejor quinteto de rookies y al final de la campaña fue traspasado a Portland Trail Blazers. Su mejor actuación individual fueron los 42 puntos que anotó ante Denver Nuggets en 2001 y fue la pieza clave de los Blazers que llegaron hasta las Finales de Conferencia del 2000 y cayeron eliminados por Los Angeles Lakers en siete partidos. Luego ayudó a Detroit Pistons a ganar el campeonato en 2004 y obtuvo su primer y único anillo de campeón.

## Trayectoria deportiva

### High School
Rasheed nació y creció Filadelfia, Pensilvania. Comenzó su carrera baloncestística en la ciudad y asistió al Simon Gratz High School. Otra de las pasiones de Wallace era el arte. Fue nombrado Mejor Jugador de Instituto por el diario USA Today tras la temporada 1992-93 y fue seleccionado en el primer equipo del All America por Basketball Times. 
También formó parte por partida doble del primer equipo del Parade All-American. A pesar de su limitado tiempo de juego en pista, 19 minutos por partido, Wallace promedió 16 puntos, 15 rebotes y 7 tapones durante su año sénior. Además del baloncesto, Wallace también practicaba el atletismo y destacaba en salto de altura. Recibió el MVP en el Magic Johnson Roundball Classic, anotando 30 puntos, y disputó el McDonald's All American Game de 1993, donde anotó 9 puntos y se convirtió en el único jugador en la historia del evento en ser expulsado del partido.

### Universidad
Wallace optó por la Universidad de Carolina del Norte en Chapel Hill, donde pasó dos años bajo la tutela del entrenador Dean Smith. En su primera temporada en los Tar Heels disputó 35 partidos con promedios de 9,5 puntos y 6,6 rebotes en 20,9 minutos de juego. Durante su segundo año sus números se incrementaron sustancialmente, promediando 16,6 puntos y 8,2 rebotes en 30,3 minutos. Junto con Jerry Stackhouse lideró a North Carolina hasta la Final Four de la NCAA de 1995, cayendo derrotados ante Arkansas Razorbacks por 75-68 en semifinales. 
Fue incluido en el primer equipo del All-America por The Sporting News y USBWA, y en el segundo por Associated Press, además de ser miembro del John Wooden 10-man All-America Team. Wallace dejó la universidad como líder en porcentaje de tiros de campo en la historia de la Atlantic Coast Conference con un 63,5%, y estableció el récord de más tapones por un sophomore en North Carolina con 93.

### Profesional

#### Washington Bullets
Fue seleccionado por Washington Bullets en la 4.ª posición del Draft de la NBA de 1995. En su primera temporada en la NBA jugó 65 partidos, de los cuales 51 fueron como titular, ocupando el puesto que había dejado libre el lesionado Chris Webber. Aunque actuó principalmente como ala-pívot, ganó experiencia en la posición de pívot a pesar de ser físicamente inferior. Durante su primer año comenzó a mostrar los malos hábitos que le definirían por muchos años: llegó tarde a varios entrenamientos, siendo multado del equipo, y recibió 22 faltas técnicas. Durante un partido contra Orlando Magic el 22 de marzo de 1996, Wallace sufrió una fractura en su pulgar izquierdo que le obligó a perderse el resto de la temporada.
En su primera campaña en la NBA promedió 10,1 puntos, 4,7 rebotes, 1,3 asistencias, 0,8 tapones y 27,5 minutos de juego por partido. Fue seleccionado para disputar el Rookie Game durante el All-Star Game de la NBA 1995 y a final de temporada fue incluido en el segundo mejor quinteto de rookies.

#### Portland Trail Blazers
Al término de la temporada fue traspasado junto con Mitchell Butler a Portland Trail Blazers a cambio de Rod Strickland y Harvey Grant. En su primer año en los Blazers lideró al equipo en anotación en 12 encuentros y finalizó tercero en la NBA en porcentaje de tiros de campo con un 55,8%. Sin embargo, cuando estaba en su mejor momento de la temporada, volvió a caer en la misma lesión que el año anterior, forzándole a estar un mes alejado de las canchas. Regresó para los playoffs, donde en primera ronda se enfrentaron a Los Angeles Lakers y, a pesar de caer eliminados, Wallace logró anotar 19,8 puntos de media en los cuatro partidos de la eliminatoria. Durante la temporada regular promedió 15,1 puntos y 6,8 rebotes en 62 partidos.
En la siguiente temporada, Wallace firmó una extensión de su contrato; 80 millones de dólares por seis años. Sus números respecto a la campaña anterior descendieron levemente, 14,6 puntos y 6,2 rebotes, y los Blazers volvieron a ser apeados por los Lakers en la primera ronda de las eliminatorias por el título. En la temporada 1998-99 el equipo llegó hasta las Finales de Conferencia, pero en esta ocasión su verdugo fue San Antonio Spurs, a la postre campeones, los que le eliminaron por 4-0. En la siguiente campaña, Wallace estableció un récord en la liga con 38 faltas técnicas, marca que batió un año después con 40. También fue suspendido por la NBA por amenazas al árbitro Tim Donaghy en un partido en 2003. Fue la sanción más larga que recibió un jugador sin que la razón estuviese directamente relacionada con violencia física o sustancias ilegales.
Tras la temporada 1999-00, en la que Wallace firmó 16,4 puntos y 7 rebotes por partido, los Blazers alcanzaron las Finales de Conferencia por segundo año consecutivo tras batir a Minnesota Timberwolves y Utah Jazz. El rival era, un año más, los Lakers. La serie llegó igualada al séptimo y decisivo partido, y tras tirar por la borda una gran ventaja durante todo el encuentro, los californianos remontaron en el último cuarto y se hicieron con el partido, y con ello, accedieron a las Finales de la NBA. La actuación de Wallace en postemporada fue notable, con 17,9 puntos y 6,4 rebotes de media en 16 encuentros. 
En la siguiente campaña realizó su mejor encuentro en la NBA en cuanto a puntos en un partido, con 42 ante Denver Nuggets el 20 de febrero de 2001. Un mes antes cogió 18 rebotes frente a Charlotte Hornets, récord personal en su carrera. Lideró al equipo en anotación con 19,2 puntos por partido, y en tapones en 77 partidos. En la siguiente temporada, la 2002-03, lideró de nuevo a los Blazers en anotación con 18,1 puntos y jugó sus últimos playoffs con el equipo. Fue eliminado en primera ronda por Dallas Mavericks por 4-3 tras perder los tres primeros partidos de la serie.
En su etapa en los Trail Blazers disputó el All-Star Game en 2000 y 2001.

#### Atlanta Hawks
El 9 de febrero de 2004, Wallace fue traspasado a Atlanta Hawks junto con Wesley Person a cambio de Shareef Abdur-Rahim, Theo Ratliff y Dan Dickau. Sólo disputó un partido con los Hawks, en el que aportó 20 puntos, 6 rebotes, 5 tapones, 2 asistencias y un robo de balón en la derrota ante New Jersey Nets. Tras el partido fue traspasado de nuevo. Fue enviado a Detroit Pistons en un traspaso a tres bandas, mientras que Mike James dejaba Boston Celtics para marcharse a los Pistons. Detroit enviaba a Chucky Atkins, Lindsey Hunter y una primera ronda de draft a Boston, y a Bob Sura, Zeljko Rebraca y una primera ronda de draft a Atlanta. Los Celtics también mandaban a Chris Mills a Atlanta para completar el traspaso.

#### Detroit Pistons

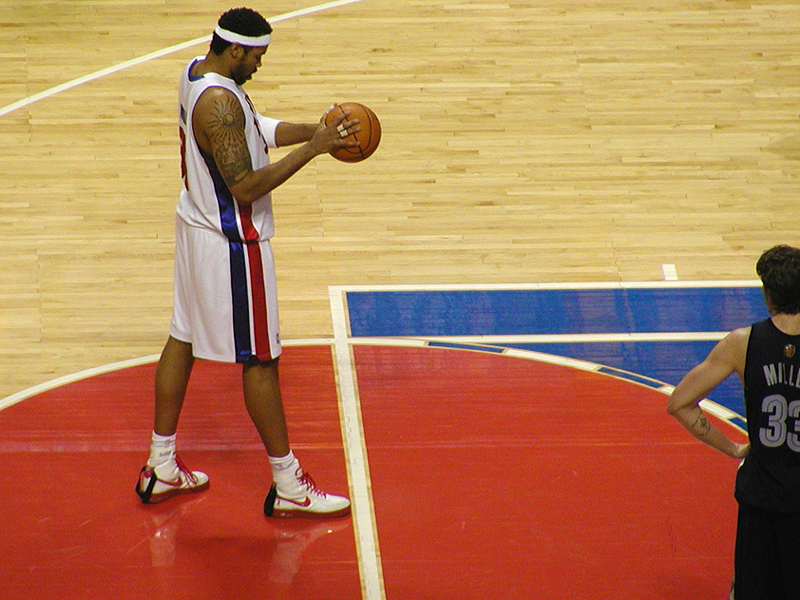
Wallace llegó a los Pistons en 2004.

Wallace disputó 22 partidos con los Pistons desde febrero hasta el final de la temporada, en los que promedió 13,7 puntos y 7 rebotes. Tras anotar 27 puntos ante Utah Jazz el 1 de marzo, Wallace se convirtió en el quinto jugador de la historia de la NBA en registrar 20 puntos o más en un partido con tres equipos diferentes en una temporada (antes lo habían logrado Max Zaslofsky, 1953-54; Mack Calvin, 1976-77; Tom Gugliotta, 1994-95 y Sam Cassell, 1996-97). Wallace ayudó al equipo a ganar un inesperado campeonato en las Finales de la NBA de 2004 frente a los Lakers, superándoles por 4-1. Tras la temporada, Wallace pagó por una réplica de los cinturones del World Heavyweight Championship (WWE) para cada uno de sus compañeros de equipo y se los entregó al comienzo de la temporada 2004-05. Al finalizar la temporada firmó una extensión de su contrato de 5 años, por los que recibiría 57 millones de dólares estadounidenses, y cambió su dorsal del 30 al 36. 
A lo largo de la campaña 2004-05, Wallace frecuentemente mantenía el cinturón en su taquilla para inspirar defensivamente a sus compañeros. Tras batir a Indiana Pacers en las Semifinales de Conferencia, Wallace jugó en las Finales de Conferencia ante Miami Heat, equipo con mejor récord de victorias-derrotas en el Este. Tras perder el primer encuentro de la serie, Wallace "aseguró el éxito". Lanzó con un 50% de acierto en tiros de campo y promedió 14,5 puntos en los siete partidos de la eliminatoria. Los Pistons accedieron a las Finales de la NBA y se enfrentaron en ellas a San Antonio Spurs. En el quinto partido, Wallace fue criticado por permitir que Robert Horry lanzara, sin prácticamente oposición, el triple ganador en la prórroga. Los Pistons reaccionaron y ganaron el sexto encuentro, pero en el séptimo y decisivo cayeron por 81-74.
En la temporada 2005-06, Wallace continuó mostrando su capacidad como jugador versátil. Los Pistons lograron 64 victorias y se clasificaron para los playoffs como el mejor equipo del Este. Ayudó a eliminar en primera ronda a Milwaukee Bucks, y en las Semifinales de Conferencia a Cleveland Cavaliers. Tras superar a los Cavs en los primeros dos partidos de la eliminatoria, Detroit perdió el tercero por 86-77. Tras ello, Wallace emitió su clásico "éxito garantizado" como ya hizo en temporadas anteriores. Sin embargo, Cleveland, con el liderazgo de LeBron James, ganó los dos siguientes encuentros y colocó un 3-2 en la serie. En los últimos dos minutos del sexto partido, Detroit capturó cuatro rebotes ofensivos, impidiendo así anotar a los Cavaliers y haciéndose con la victoria por 84-82. En el séptimo encuentro batieron a los Cavs por 79-61. En las Finales de Conferencia se enfrentaron a los Heat por tercer año consecutivo, siendo esta vez eliminados en seis partidos.

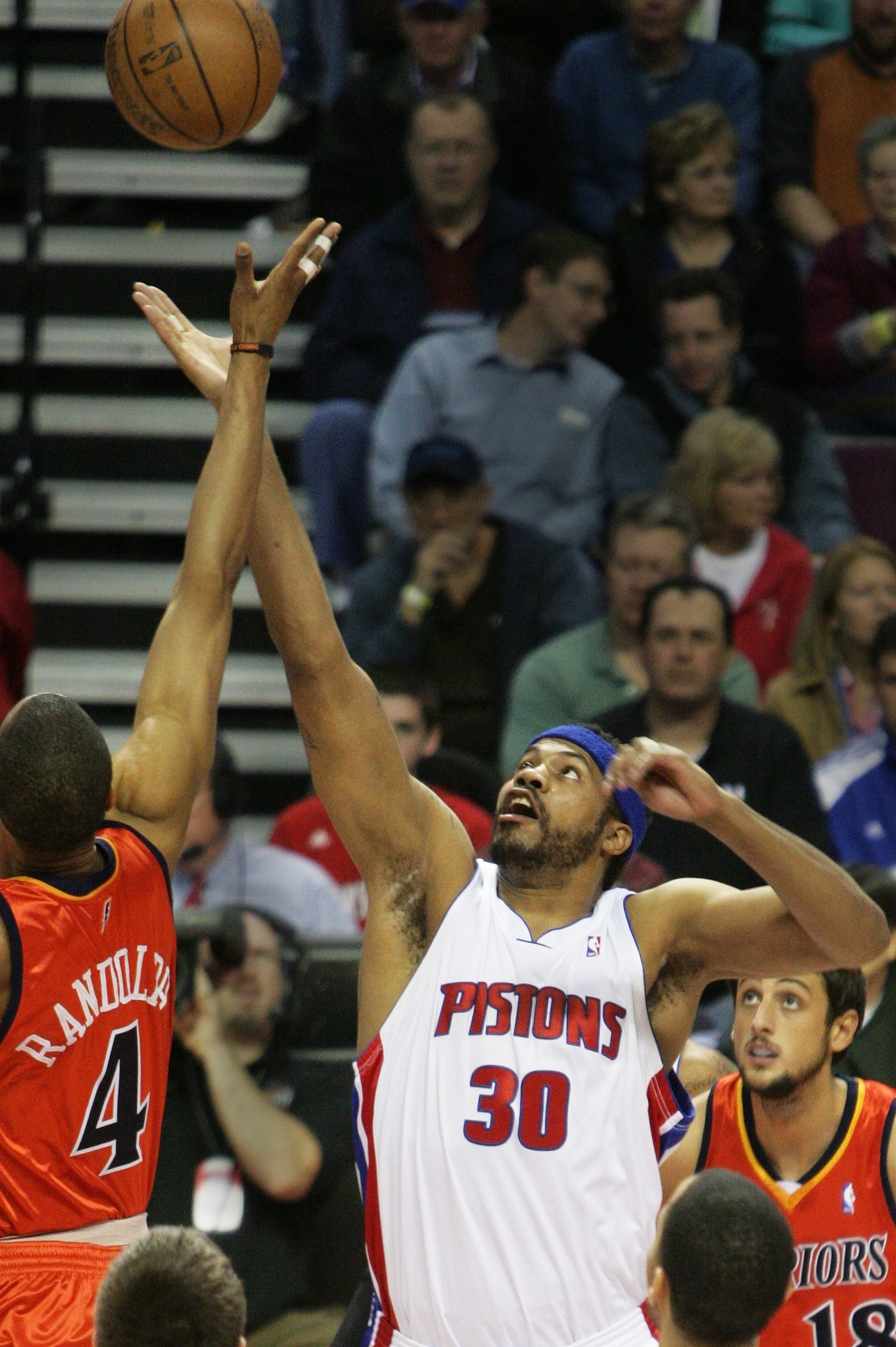
Wallace en un partido ante Golden State Warriors.

El 26 de marzo de 2007, en un partido ante Denver Nuggets, "Sheed" anotó un tiro desde 60 pies para empatar el encuentro, haciendo enloquecer a la muchedumbre que se había dado cita en el The Palace of Auburn Hills. Finalmente, los Pistons ganaron el partido por 113-109. Wallace promedió 12,3 puntos durante la temporada 2006-07, y se convirtió en el único jugador en la historia de la liga en conseguir 100 tapones y 100 triples en múltiples temporadas (tres veces).
El 2 de junio de 2007, en el sexto partido de las Finales de Conferencia frente a los Cavaliers, Wallace cometió una falta sobre LeBron James, y tras recibir dos faltas técnicas fue automáticamente expulsado por discutir con un árbitro. Posteriormente los Pistons fueron eliminados y Cleveland accedió a su primeras Finales de la NBA.
Antes de que diera comienzo la temporada 2007-08, los Pistons no renovaron a Chris Webber y decidieron utilizar a Antonio McDyess como ala-pívot titular, con Wallace de pívot. En su nueva posición, Wallace anotaría 36 puntos en un encuentro ante Chicago Bulls. El 10 de febrero de 2008 se anunció que "Sheed" reemplazaría al lesionado Kevin Garnett en el All-Star Game de 2008 celebrado en Nueva Orleans. La decisión fue tomada por David Stern y fue su cuarta aparición en un All-Star. En sus sextas Finales de Conferencia consecutivas, cinco de ellas con Wallace en el equipo, los Pistons se enfrentaron a Boston Celtics en 2008, cayendo eliminados en seis partidos.
En la temporada 2008-09, los Pistons ganaron 39 partidos y firmaron un récord negativo por primera vez desde la temporada 2000-01, clasificándose para playoffs en la octava plaza del Este. En primera ronda fueron apeados por Cleveland Cavaliers en cuatro encuentros. Wallace aportó 6.5 puntos y 6.3 rebotes en playoffs, el peor promedio en su carrera.
En Detroit coincidió con otro jugador de mismo apellido, Ben Wallace. La pareja que formó con el pívot era conocida como "Wallace x 2".

#### Boston Celtics
El 5 de julio llegó a un acuerdo con Boston Celtics por 3 temporadas y 18 millones de dólares. Al finalizar la temporada 2009-10 y tras caer derrotado ante Los Angeles Lakers en las Finales de la NBA de 2010, anunció su retirada en la noche del Draft 2010, renunciando a dos años de contrato con Boston Celtics.

#### New York Knicks
El 3 de octubre de 2012 regresó a las pistas fichando por los New York Knicks.
El 17 de abril de 2013, tras 21 encuentros con los Knicks y varias lesiones, Wallace anuncia su segunda retirada.

### Entrenador
En julio de 2013 se anunció que pasaría a formar parte del equipo de asistentes de Mo Cheeks en el banquillo de los Detroit Pistons.
Desde 2019 a 2021 fue entrenador principal del instituto Charles E. Jordan High School en Durham (Carolina del Norte).
El 18 de agosto de 2021, se anunció que formaría parte del cuerpo técnico de Penny Hardaway en los Tigers de la Universidad de Memphis. El 19 de enero de 2022 se anunció que no volvería a asistir a las sesiones de entrenamiento del equipo por problemas físicos, pero que seguiría hasta final de temporada de forma remota la evolución de la plantilla.
En junio de 2022, se anunció su posible contratación como técnico asistente de Darvin Ham en Los Angeles Lakers, pero finalmente fue descartado.

## Perfil de jugador
Wallace fue uno de los ala-pívots más versátiles de la NBA. Fiable en el lanzamiento, uno de sus puntos fuertes es su dura defensa y su potencial en ataque. Charles Barkley dijo que Wallace tenía la capacidad de ser el "mejor jugador en la NBA".
En defensa se consolidó como uno de los defensores más asfixiantes de la liga, jugando con gran intensidad y formando una de las mejores parejas defensivas con Ben Wallace y Tayshaun Prince. Debido a su altura, sus capacidades atléticas y sus largos brazos, es muy complicado postear contra él. Se estableció como un perenne candidato de los mejores quintetos defensivos de la NBA. 
En ataque su arsenal es extenso, desde un mate a un triple de larga distancia. Al comienzo de su carrera su potencial ofensivo era más bajo, con una gama de movimientos que recordaban a Hakeem Olajuwon, pero más tarde añadió a su juego un sólido tiro exterior que le hizo aún más difícil de parar. Es criticado por jugar demasiado en el perímetro en lugar de tomar su posición en el poste bajo, donde posiblemente es más eficaz.
Anteriormente era considerado un jugador inestable y polémico, liderando la liga en faltas técnicas con regularidad, y aun manteniendo el récord de más técnicas en una temporada, con 41 en la 2000-01. Este problema continuó en sus días como jugador de los Pistons; Wallace lideró la liga cinco temporadas más tarde con 16 técnicas. Sin embargo, no se involucró en la monumental pelea entre Indiana Pacers y Detroit Pistons el 19 de noviembre de 2004, e incluso intentó mantener la paz y separar a ambos equipos. Según los comentaristas de la ESPN, Wallace hizo "un trabajo excelente". Más tarde, subió a las gradas para intentar calmar a Stephen Jackson y Ron Artest, que estaban golpeándose con los aficionados. Rasheed no recibió sanciones, debido a que evitó cualquier acto de violencia o infracción de las normas. 
Wallace siempre se sintió frustrado porque sentía que no estaba siendo justamente tratado en términos de faltas. En un partido, el árbitro Tim Donaghy le señaló una técnica por quejarse de una falta. Tras el partido, Donaghy hizo un comentario desapropiado a Wallace y éste le retó a luchar contra él. Por entonces se informó como "otro atleta fuera de control" y el jugador fue suspendido por siete partidos. Años más tarde, Dongahy confesó haber alterado partidos de la NBA con su silbato, y desde entonces ha sido sancionado e ingresado en prisión federal.

## Estadísticas de su carrera en la NBA
|  | Denota temporada en la que fue Campeón de la NBA |

### Temporada regular
| Año      | Equipo     | PJ   | PT  | MPP  | %TC  | %3P  | %TL   | RPP | APP | ROB | TPP | PPP  |
| -------- | ---------- | ---- | --- | ---- | ---- | ---- | ----- | --- | --- | --- | --- | ---- |
| 1995–96  | Washington | 65   | 51  | 27.5 | .487 | .329 | .650  | 4.7 | 1.3 | .6  | .8  | 10.1 |
| 1996–97  | Portland   | 62   | 56  | 30.5 | .558 | .273 | .638  | 6.8 | 1.2 | .8  | .9  | 15.1 |
| 1997–98  | Portland   | 77   | 77  | 37.6 | .533 | .205 | .662  | 6.2 | 2.5 | 1.0 | 1.1 | 14.6 |
| 1998–99  | Portland   | 49   | 18  | 28.9 | .508 | .419 | .732  | 4.9 | 1.2 | 1.0 | 1.1 | 12.8 |
| 1999–00  | Portland   | 81   | 77  | 35.1 | .519 | .160 | .704  | 7.0 | 1.8 | 1.1 | 1.3 | 16.4 |
| 2000–01  | Portland   | 77   | 75  | 38.2 | .501 | .321 | .766  | 7.8 | 2.8 | 1.2 | 1.8 | 19.2 |
| 2001–02  | Portland   | 79   | 79  | 37.5 | .469 | .360 | .734  | 8.2 | 1.9 | 1.3 | 1.3 | 19.3 |
| 2002–03  | Portland   | 74   | 74  | 36.3 | .471 | .358 | .735  | 7.4 | 2.1 | .9  | 1.0 | 18.1 |
| 2003–04  | Portland   | 45   | 44  | 37.2 | .442 | .341 | .742  | 6.6 | 2.5 | .8  | 1.6 | 17.0 |
| 2003–04  | Atlanta    | 1    | 1   | 42.0 | .333 | .167 | 1.000 | 6.0 | 2.0 | 1.0 | 5.0 | 20.0 |
| 2003–04  | Detroit    | 22   | 21  | 30.6 | .431 | .319 | .704  | 7.0 | 1.8 | 1.1 | 2.0 | 13.7 |
| 2004–05  | Detroit    | 79   | 79  | 34.0 | .440 | .318 | .697  | 8.2 | 1.8 | .8  | 1.5 | 14.5 |
| 2005–06  | Detroit    | 80   | 80  | 34.8 | .430 | .357 | .743  | 6.8 | 2.3 | 1.0 | 1.6 | 15.1 |
| 2006–07  | Detroit    | 75   | 72  | 32.3 | .423 | .351 | .788  | 7.2 | 1.7 | 1.0 | 1.6 | 12.3 |
| 2007–08  | Detroit    | 77   | 76  | 30.5 | .432 | .356 | .767  | 6.6 | 1.8 | 1.2 | 1.7 | 12.7 |
| 2008–09  | Detroit    | 66   | 63  | 32.2 | .419 | .354 | .772  | 7.4 | 1.4 | .9  | 1.3 | 12.0 |
| 2009–10  | Boston     | 79   | 13  | 22.5 | .409 | .283 | .768  | 4.1 | 1.0 | 1.0 | .9  | 9.0  |
| 2012-13  | New York   | 21   | 0   | 14.1 | .387 | .319 | .700  | 4.0 | .3  | .6  | .7  | 7.0  |
| Total    | Total      | 1109 | 956 | 32.7 | .467 | .336 | .721  | 6.7 | 1.8 | 1.0 | 1.3 | 14.4 |
| All-Star | All-Star   | 4    | 0   | 19.3 | .250 | .100 | .750  | 3.8 | .5  | 1.0 | .8  | 4.0  |

### Playoffs
| Año   | Equipo   | PJ  | PT  | MPP  | %TC  | %3P  | %TL  | RPP  | APP | ROB | TPP | PPP  |
| ----- | -------- | --- | --- | ---- | ---- | ---- | ---- | ---- | --- | --- | --- | ---- |
| 1997  | Portland | 4   | 4   | 37.0 | .589 | .400 | .550 | 6.0  | 1.5 | .5  | .5  | 19.8 |
| 1998  | Portland | 4   | 4   | 39.3 | .489 | .800 | .500 | 4.8  | 2.8 | .5  | .5  | 14.5 |
| 1999  | Portland | 13  | 13  | 36.0 | .514 | .111 | .724 | 4.8  | 1.5 | 1.5 | .8  | 14.8 |
| 2000  | Portland | 16  | 16  | 37.8 | .489 | .615 | .773 | 6.4  | 1.8 | .9  | 1.3 | 17.9 |
| 2001  | Portland | 3   | 3   | 42.7 | .373 | .364 | .571 | 8.0  | 2.3 | .3  | 1.0 | 16.7 |
| 2002  | Portland | 3   | 3   | 41.7 | .406 | .412 | .813 | 12.3 | 1.7 | .7  | .7  | 25.3 |
| 2003  | Portland | 7   | 7   | 37.1 | .454 | .400 | .714 | 5.1  | 2.6 | .6  | .7  | 17.4 |
| 2004  | Detroit  | 23  | 23  | 34.9 | .413 | .243 | .767 | 7.8  | 1.6 | .6  | 2.0 | 13.0 |
| 2005  | Detroit  | 25  | 25  | 33.0 | .439 | .337 | .741 | 6.9  | 1.3 | 1.0 | 1.8 | 13.6 |
| 2006  | Detroit  | 18  | 18  | 34.9 | .430 | .405 | .527 | 6.3  | 1.8 | .6  | .8  | 14.1 |
| 2007  | Detroit  | 16  | 16  | 35.8 | .437 | .347 | .842 | 7.7  | 1.8 | 1.2 | 1.8 | 14.3 |
| 2008  | Detroit  | 17  | 17  | 34.4 | .424 | .320 | .744 | 6.4  | 1.6 | 1.1 | 1.9 | 13.2 |
| 2009  | Detroit  | 4   | 4   | 30.5 | .367 | .500 | .000 | 6.3  | .8  | .5  | .3  | 6.5  |
| 2010  | Boston   | 24  | 1   | 17.1 | .416 | .345 | .828 | 3.0  | .4  | .4  | .6  | 6.1  |
| Total | Total    | 177 | 154 | 33.0 | .444 | .352 | .717 | 6.2  | 1.5 | .8  | 1.3 | 13.5 |

## Vida personal
En su primera temporada en la NBA, estuvo involucrado en una disputa de custodia con la madre biológica de su primer hijo. El pequeño Ismail vivía con su padre y su entonces novia, Fátima (con la que ha tenido tres hijos y una hija), antes de que la madre del niño lo secuestrara. Wallace fue a la televisión, suplicando ayuda para encontrar a su hijo, y en diciembre su trabajo obtuvo recompensa. Una mujer vio al niño y a su madre y los reconoció por el anuncio de Wallace, por lo que llamó a la policía. El niño y Wallace se reunieron y desde entonces ha tenido la custodia de su hijo.
El 27 de octubre de 2007, Wallace dijo que "la NBA ya no es como un deporte sino más bien como la World Wrestling Federation: falso y solo por el dinero y el entretenimiento". El Comisionado de la NBA, David Stern, le reprendió por su declaración llamándole "irrespetuoso".
Wallace participa en diversas actividades comunitarias. La Fundación Rasheed A. Wallace fue fundada en 1997 para ayudar en el desarrollo educativo y recreativo de los jóvenes en Filadelfia, Portland, Durham y otras zonas. Su fundación cambió el nombre a Stand Tall With Sheed. Wallace también aprobó las clases de 9.º grado en el Kettering High School, que promueve la buena asistencia, la ciudadanía y la mejora de los académicos.